# Alex Brosque
Alex Brosque, avstralski nogometaš, * 12. oktober 1983, Sydney, Avstralija.
Za avstralsko reprezentanco je odigral 21 uradnih tekem in dosegel pet golov.